# Нгуету Мака (футбольний клуб)
Клубу Дешпортіву Нгуету Мака або просто Нгуету Мака (порт. Clube Desportivo Ngueto Maka) — професіональний ангольський футбольний клуб з міста Уїже, в однойменній провінції.

## Історія
«Клубу Дешпортіву Нгуету Мака» було засновано 14 лютого 2005 року в місті Уїже. З моменту свого заснування команда виступала в різноманітних регіональних турнірах, які проводилися в провінції Уїже. У 2015 році команда стала срібним призером чемпіонату провінції Уїже з футболу. Завдяки цьому успіху команда отримала право в наступному сезоні стартувати в Гіра Анголі, але в 2016 році, під час сезону, через фінансові проблеми клуб відмовився від подальшої участі в чемпіонаті.

## Досягнення
- Чемпіонат провінції Уїже з футболу
  -  Срібний призер (1): 2016

## Статистика виступів
| 2016 ГА |
|         |
|         |
|         |
|         |
|         |

Примітки:1p = Вихід до Гіраболи, GB = Гіраболи, ГА = Гіра Анголи 
    Рейтинг червоного кольору означає, що клуб залишив чемпіонат 
   Рейтинг пурпурового кольору означає, що клуб підвищився в класі та вилетів з чемпіонату протягом одного сезону

## Відомі гравці
- Арманду Ф. Мутека
- Кашала Капена
- Жоау Юна Массамба
- Занду Андре Афонсу

## Відомі тренери
| Карлуш Азулінью | (2016) | - |  |